# 土師之里站
土師之里站（日语：／ Hajinosato eki */?）是位於大阪府藤井寺市道明寺一丁目，近畿日本鐵道（近鐵）的南大阪線車站。車站編號為「F15」。
車站名稱取自古墳時代的豪族土師氏。土師之里的名字是取自車站鄰接的路口名稱（路口日文名稱為），實際上沒有土師這個地方名。

## 歷史
- 1924年（大正13年）6月1日 - 大阪鐵道（日语：大阪鉄道 (2代目)）車站啟用[1]。
- 1943年（昭和18年）2月1日 - 關西急行鐵道與大阪鐵道合併[2]。成為關西急行鐵道天王寺線車站。
- 1944年（昭和19年）6月1日 - 關西急行鐵道與南海鐵道（為南海電氣鐵道的前身）合併，成為近畿日本鐵道的車站[2]。
- 1965年（昭和40年）3月18日 - 準急列車開始停靠此站。
- 1994年（平成6年）3月15日 - 月台延長1卡，使月台可容納8卡車廂[3]。
- 2007年（平成19年）4月1日 - [車站可以使用PiTaPa[4]。
- 2008年（平成20年）10月26日 - 新車站大樓開始使用。

## 構造
車站是一座地面車站，月台建於切土中，設有2面2線的相對式月台。車站大樓為跨站式站房。車站大樓鄰接國道170號舊道。月台可容納8卡車廂。
此站是由藤井寺站管理的有人車站。車站設有可使用PiTaPa、ICOCA的自動閘機和自動補票機（可支援回數卡及IC卡，以及IC卡增值功能）。

### 月台
| 月台 | 路線     | 上下行 | 方向                     |
| ---- | -------- | ------ | ------------------------ |
| 1    | 南大阪線 | 下行   | 河內長野、橿原神宮前方向 |
| 2    | 南大阪線 | 上行   | 大阪阿部野橋方向         |

## 上下車人次
近年本站1日上下車人次調査結果如下。
- 2018年11月13日：7,284人
- 2015年11月10日：7,167人
- 2012年11月13日：6,862人
- 2010年11月9日：6,962人
- 2008年11月18日：7,288人
- 2005年11月8日：7,771人

## 周邊

### 古墳
- 世界文化遺產古市古墳群
  - 仲山古墳（日语：仲ツ山古墳）（傳說仲姬命之陵墓）
  - 市之山古墳（日语：市ノ山古墳）（傳說允恭天皇之陵墓）
  - 高塚山古墳（日语：高塚山古墳 (藤井寺市)）
  - 古室山古墳
  - 鍋塚古墳（日语：鍋塚古墳）

### 神社
- 伴林氏神社（日语：伴林氏神社）
- 志貴縣主神社（日语：志貴県主神社）
- 澤田八幡神社（日语：澤田八幡神社）

### 學校
- 藤井寺市立道明寺小學（日语：藤井寺市立道明寺小学校）
- 藤井寺市立道明寺中學（日语：藤井寺市立道明寺中学校）
- 藤井寺市立第三中學（日语：藤井寺市立第三中学校）

### 其他
- 藤井寺澤田郵局
- 西名阪自動車道藤井寺交流道
- 國道170號（日语：国道170号）（舊道）
- 府道堺大和高田線（日语：大阪府道・奈良県道12号堺大和高田線）（於站前與國道170號相交）

曾經在國道170號上設有行走於富田林站至志紀車廠前（八尾市）之間，以及在堺大和高田線上設有行走於堺東站至河內國分站之間的近鐵巴士巴士路線。在2019年至2020年，百舌鳥、古市古墳群登錄成為世界文化遺產的時期，此站設有臨時巴士前往百舌鳥古墳群與堺市博物館之臨時巴士（由近鐵巴士和南海巴士聯營）。

## 相鄰車站
近畿日本鐵道
 南大阪線
■急行、■區間急行
通過
■準急、■普通
藤井寺（F13）－土師之里（F14）－道明寺（F15）
- 在1974年前，此站與藤井寺站之間曾經設有應神御陵前站。

## 外部連結
- 土師之里 - 近畿日本鐵道（日語）